# Liste von Schiffen mit dem Namen Hamburg
Hamburg ist ein mehrfach genutzter Name von Schiffen, für den zumeist die Hansestadt Hamburg bzw. das gleichnamige Land Pate stand.

## Schiffsliste
| Bezeichnung | Schiffsart                                                | Klasse / Typ                | Baujahr  | Bauwerft                                           | Eigner                                                             | Dienstzeit | Verbleib                                     | Bild |
| ----------- | --------------------------------------------------------- | --------------------------- | -------- | -------------------------------------------------- | ------------------------------------------------------------------ | ---------- | -------------------------------------------- | ---- |
| Hamburg     | Radkorvette                                               |                             | 1841     | Bernhard Wencke, Bremen                            | Reichsflotte                                                       |            | 1859 abgewrackt                              |      |
| Hamburg     | Eiserner Raddampfer                                       |                             | 1866     | Janssen & Schmilinsky, Hamburg                     | H. Heymann, Wyk auf Föhr                                           |            |                                              |      |
| Hamburg     | Raddampfer                                                |                             | 1871     | L. Smit & Zoon, Kinderdijk                         | Hamburg-Stade-Altländer Dampfschiffahrt- und Reederei-Gesellschaft | 1912–1919  | 1924 abgewrackt                              |      |
| Hamburg     | Eiserner Schraubendampfer mit Schonerbesegelung           |                             | 1872     | Humphrys & Pearson, Hull                           | H. J. Perlbach, Hamburg                                            |            |                                              |      |
| Hamburg     | Stählerner Schraubendampfer mit Schonerbesegelung         |                             | 1888     | W. Doxford & Sons, Sunderland                      | Förnyade Ångfartygs AB „Svenska Lloyd“, Göteborg                   |            |                                              |      |
| Hamburg     | Eiserner Schraubendampfer mit Schonerbesegelung (Trawler) |                             | 1893     | AG „Neptun“, Rostock                               | J. Nibbe, Altona                                                   |            |                                              |      |
| Hamburg     | Passagierschiff                                           |                             | 1900     | AG Vulcan Stettin                                  | HAPAG, Hamburg                                                     |            | 1928 verschrottet                            |      |
| Hamburg     | Kleiner Kreuzer                                           | Bremen-Klasse               | 1904     | AG Vulcan, Stettin                                 | Kaiserliche Marine                                                 |            | 1956 verschrottet                            |      |
| Hamburg     | Passagierschiff                                           |                             | 1926     | Blohm & Voss, Hamburg                              | HAPAG, Hamburg                                                     |            | 1977 verschrottet                            |      |
| Hamburg     | Senatsbarkasse                                            |                             | ca. 1941 | Burmester Werft, Bremen                            | Hamburger Senat                                                    |            | als Senator in Fahrt                         |      |
| Hamburg     | Binnenfrachtschiff                                        |                             | 1949     | Weserwerft, Minden                                 | Matthias Burmester in Lauenburg                                    |            | in Fahrt                                     |      |
| Hamburg     | Binnenfrachtschiff                                        |                             | 1954     | Schipper & Goern, Lauenburg                        | H.C. Röver, Hamburg                                                |            | in Fahrt                                     |      |
| Hamburg     | Kombischiff                                               | Hamburg-Klasse              | 1954     | Bremer Vulkan, Bremen-Vegesack                     | HAPAG, Hamburg                                                     |            | 1972 versenkt                                |      |
| Hamburg     | Seenotrettungskreuzer                                     | 23,2-m-Klasse               | 1960     | Abeking & Rasmussen, Lemwerder                     | DGzRS, Bremen                                                      | 1960–1985  | Museumsschiff                                |      |
| Hamburg     | Binnenfrachtschiff                                        |                             | 1962     | Ruhrorter Schiffswerft, Rönnebeck-Bremen           | Dettmer Reederei, Bremen                                           |            | in Fahrt                                     |      |
| Hamburg     | Zerstörer                                                 | Hamburg-Klasse              | bis 1964 | H. C. Stülcken, Hamburg                            | Bundesmarine                                                       | 1964–1994  | 1998 abgebrochen                             |      |
| Hamburg     | Fischtrawler                                              |                             | 1965     | Seebeckwerft, Bremerhaven                          | Cranzer Fischdampfer AG, Hamburg-Altona                            |            | in Fahrt                                     |      |
| Hamburg     | Passagierschiff                                           |                             | 1969     | Howaldtswerke-Deutsche Werft, Hamburg              | Deutschen Atlantic Linie, Hamburg                                  |            | 2009/10 verschrottet                         |      |
| Hamburg     | Frachtschiff                                              |                             | 1972     | Tohoku Shipbuilding, Shiogama                      |                                                                    |            | 2011 verschrottet                            |      |
| Hamburg     | RoPax-Fährschiff                                          |                             | 1976     | Nobiskrug, Rendsburg                               | I/S Jahre Line                                                     |            | 2010 verschrottet                            |      |
| Hamburg     | RoRo-Frachtschiff                                         |                             | 1977     | Hollming, Rauma                                    | Latvian Shipping Company, Riga                                     |            | in Fahrt                                     |      |
| Hamburg     | Zollkreuzer                                               |                             | 1982     | Schweers-Werft, Bardenfleth                        | Zoll                                                               |            | als Offshore-Hilfsschiff Ngati Haka in Fahrt |      |
| Hamburg     | Binnenfahrgastschiff                                      |                             | 1983     |                                                    |                                                                    |            | in Fahrt                                     |      |
| Hamburg     | Massengutschiff                                           |                             | 1983     | Japan Marine United Corporation, Tokyo             |                                                                    |            | in Fahrt                                     |      |
| Hamburg     | Holzspänetransporter                                      |                             | 1990     | Tsuneishi Zosen, Numakuma Hashihama Zosen, Tadotsu |                                                                    |            | in Fahrt                                     |      |
| Hamburg     | Binnentanker                                              |                             | 1991     | Neue Oderwerft, Eisenhüttenstadt                   | Dettmer Reederei, Bremen                                           |            | in Fahrt                                     |      |
| Hamburg     | Mehrzweckfrachtschiff                                     |                             | 1991     | Marmara Tersanesi, Kocaeli                         | Reederei Köpping, Schülp                                           |            | in Fahrt                                     |      |
| Hamburg     | Binnenfahrgastschiff                                      |                             | 1996     | Deutsche Binnenwerften, Tangermünde                | Rainer Abicht Elbreederei, Hamburg                                 | seit 1996  | in Fahrt                                     |      |
| Hamburg     | Kreuzfahrtschiff                                          |                             | 1997     | MTW, Wismar                                        | Conti-Gruppe, München                                              |            | in Fahrt                                     |      |
| Hamburg     | Fregatte                                                  | Klasse 124 (Sachsen-Klasse) | bis 2004 | HDW, Kiel                                          | Bundesmarine                                                       | seit 2004  | in Fahrt                                     |      |
| Hamburg     | Schlepper                                                 | Damen Stan Tug 2208         | 2006     | Damen Shipyards, Gorinchem                         | Oldendorff Carriers, Lübeck                                        | seit 2006  | in Fahrt                                     |      |